# Подокшин Семен Олександрович
Семен Олександрович Подокшин (біл. Падокшын ; 1931–2004) — радянський та білоруський учений-філософ та історик-медієвіст. Кандидат історичних наук (1964), доктор філософських наук (1987).
Старший науковий співробітник Інституту філософії та права Академії наук Білоруської РСР (потім — Інститут філософії Національної академії наук Білорусі).
Лауреат Державної премії БРСР (1984). Нагороджений Медаллю Франциска Скорини (1993).
Наукові роботи з проблем філософії історії та культури, національної самосвідомості, історії філософії та суспільно-політичної думки Білорусі епохи Відродження та Реформації.

## Основні праці
- Подокшин С. А. Реформация и общественная мысль Белоруссии и Литвы: (Вторая половина XVI - начало XVII в.) / АН БССР, Ин-т философии и права. — Минск, 1970.
- Подокшин С. А. Скорина и Будный: Очерк философских взглядов. — Минск : Наука и техника, 1974. — 176 с.
- Подокшин С. А. Франциск Скорина. — М. : Мысль, 1981. — 216 с. — (Мыслители прошлого) — 80000 прим. (обл.)
- Подокшин С. А. Философская мысль эпохи Возрождения в Белоруссии: От Ф. Скорины до Симеона Полоцкого / АН БССР, Ин-т философии и права. — Минск : Навука i тэхніка, 1990. — 288 с.

За участю С. О. Подокшина вийшли такі книги:
- Від Вишенського до Сковороди: (З історії філософської думки в Україні XVI—XVIII ст.). 1972.
- Нариси історії філософської та соціологічної думки Білорусії (до 1917 р.). 1973.
- Ідеї гуманізму в суспільно-політичній та філософській думці Білорусії (Дожовтневий період). 1977.
- Ідейні зв'язки прогресивних мислителів братніх народів (XVII—XVIII ст.). 1978.
- Ідеї матеріалізму та діалектики в Білорусії. 1980.